# 漢安陵
汉安陵中国汉惠帝刘盈及其皇后张氏同茔异穴的合葬陵园，位于陕西省咸阳市渭城区韩家湾乡白庙南村，分为陵园、陵邑和陪葬区三部分。封土为夯筑覆斗形，底部东西长170米，南北宽140米；顶部东西长65米，南北宽40米；高25米。其西北270米为张皇后陵，北900米为陵邑。东为陪葬区。葬有鲁元公主、陈平、张苍、杨雄等。